# Het lijk bij de sluis
Het lijk bij de sluis (Franse titel: Le charretier de la Providence) is een in maart 1931 gepubliceerde misdaadroman die de Belgische Franstalige auteur Georges Simenon schreef in de zomer van 1930 aan boord van de "Ostrogoth" bij Nandy, in de buurt van Morsang-sur-Seine. Het boek maakt deel uit van de reeks over commissaris Maigret.

## Personages
- Commissaris Maigret.
- Jean-Evariste Darchambaux, alias Jean Liberge. Voerman van de schuit Providence (getrokken door paarden langs het jaagpad), voormalig arts, ex-gevangene. Gescheiden. 55 jaar.
- Sir Walter Lampson, Engelsman. Gepensioneerd kolonel van het Indiase leger, 68 jaar.
- Mary Lampson, geboren Céline Mornet. De vrouw van de kolonel, ex-vrouw van Darchambaux, 40 jaar, het slachtoffer.
- Willy Marco, waarschijnlijk van Griekse nationaliteit. Ongehuwd, vertrouweling en minnaar van Mary Lampson. Ongeveer 25 jaar, tweede slachtoffer.
- Hortense Canelle, Belgische, de echtgenote van de eigenaar van de Providence.

## Plot
Maigret gaat in Dizy aan sluis 14 van het kanaal de moord op een vrouw onderzoeken. Haar lijk werd gevonden in een paardenstal. Verschillende verdachten dienen zich aan bij zijn kennismaking met de mensen uit het dorp, onder meer de bemanning van de "Southern Cross": Sir Lampson, die de echtgenoot van het slachtoffer is, en Willy, haar minnaar. Drie dagen na het begin van het onderzoek, wordt Willy op zijn beurt vermoord. Maigret vindt aanwijzingen dat de dader Lampson zou kunnen zijn. De autopsie van het eerste slachtoffer, Mary, brengt dan weer zaken aan het licht die de voerman van de schuit "Providence", Jean Darchambaux, een eenzame en zwijgzame man, verdacht maken.

## Nederlandse vertaling
- Het lijk bij de sluis, vertaling door Anne van der Straaten. De Bezige Bij, 2015